# Szithathor
Szithathor (z3.t-ḥwt-ḥr.w, „Hathor leánya”) ókori egyiptomi hercegnő volt a XII. dinasztia idején. Neve egy feliratos szkarabeuszról ismert, amelyet III. Szenuszert piramisa közelében találtak Dahsúrban, a valószínűleg a hercegnőnek tulajdonítható ékszerekkel együtt. Emiatt feltételezik, hogy a hercegnő III. Szenuszert lánya volt. Temetésére III. Szenuszert vagy III. Amenemhat uralkodása alatt került sor.

## A leletek

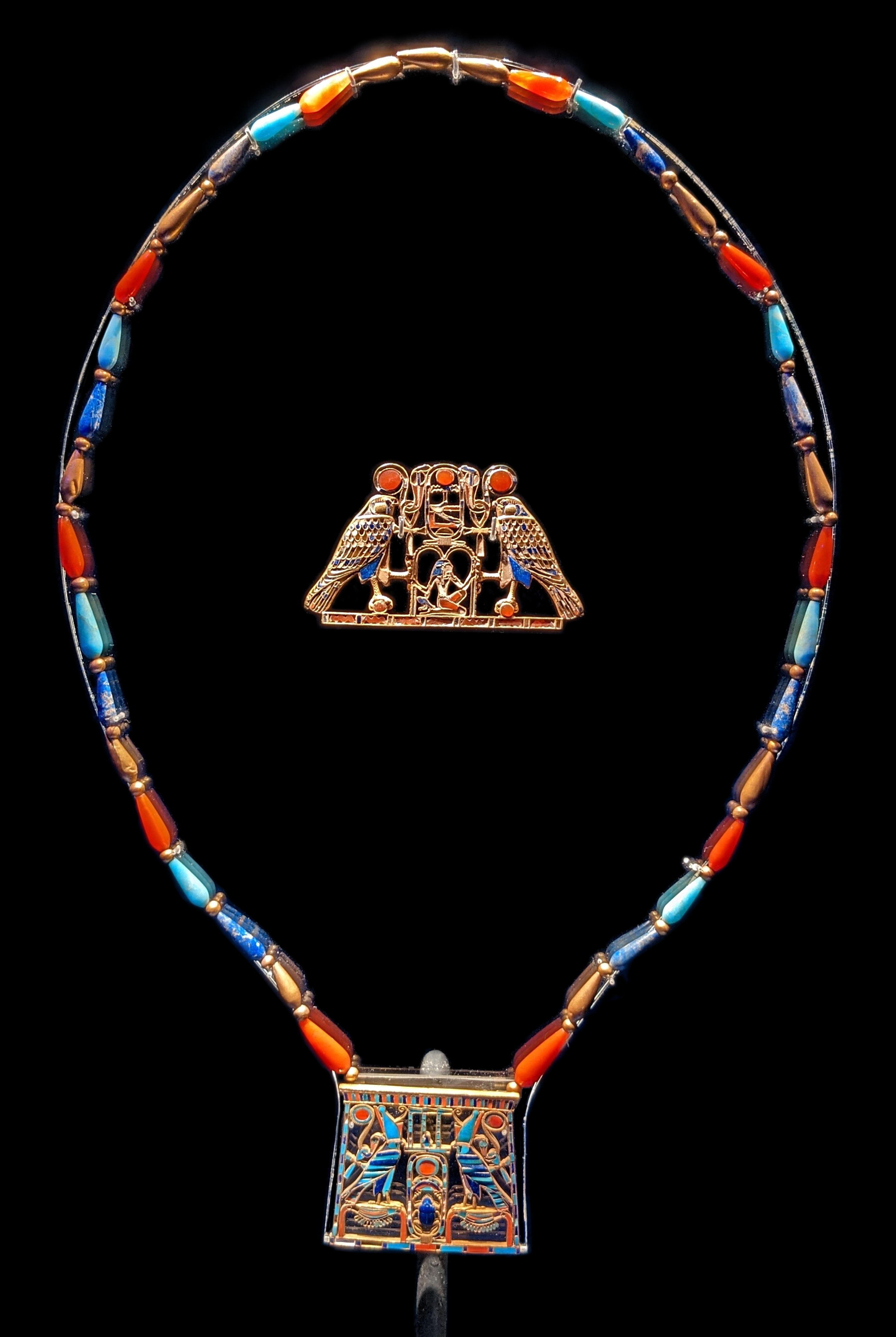
Szithathor ékszere

III. Szenuszert dahsúri piramisától északra négy kisebb piramis állt, amelybe a királyi család nőtagjait temették. Ezeket egy fölg alatti folyosórendszer kötötte össze, amelynek a keleti részéről leváló folyosóról nyolc sírkamra nyílt, mindben szarkofág és kanópuszláda. A szarkofágok mindegyikét már kirabolták, nem tudni, kit temettek beléjük. A síregyüttes első feltárója, Jacques de Morgan azonban a fő folyosón két ládát talált, bennük értékes, szép kidolgozású ékszerekkel, melyeket a sírrablók feltehetőleg nem vettek észre. A leleteket első és második kincsleletként említette; az első kincsleletben 1894. március 7-én Szithathor nevével ellátott szkarabeusz került elő, így ő lehetett az ékszerek tulajdonosa; a második kincsben Mereret hercegnő nevével ellátott szkarabeuszokat találtak. A leletek közé tartozik egy melldísz II. Szenuszert és egy szkarabeusz III. Szenuszert nevével, ezek mellett számtalan gyöngy, karperecek, aranykagylókkal díszített öv és kővázák. A leletek ma a kairói Egyiptomi Múzeumban találhatóak.

## Fordítás
Ez a szócikk részben vagy egészben  a   Sathathor című német Wikipédia-szócikk ezen változatának fordításán alapul.  Az eredeti cikk szerkesztőit annak laptörténete sorolja fel. Ez a jelzés csupán a megfogalmazás eredetét és a szerzői jogokat jelzi, nem szolgál a cikkben szereplő információk forrásmegjelöléseként.